# MechCommander 2
MechCommander 2 è un videogioco pubblicato da Microsoft il 17 luglio 2001 per Microsoft Windows. Si tratta di uno strategico in tempo reale, concernente la guida e la gestione di un pool di mech, ed è ispirato al gioco da tavolo BattleTech dell'editore FASA.
La visuale del gioco è completamente tridimensionale, anziché essere in 2D isometrico come era in MechCommander, suo predecessore.
MechCommander 2 è divenuto un prodotto freeware nel 2006.
Il 18 agosto 2006 Microsoft ha pubblicato una versione modificata del codice sorgente, sotto licenza di tipo shared source, al fine di promuovere il suo progetto XNA.
MechCommander 2 dispone di una colonna sonora creata dal compositore statunitense Duane Decker.

## Trama
L'ambientazione generale è quella di BattleTech, dove l'umanità ha colonizzato una larga porzione di Via Lattea, poi suddivisa in Stati interstellari controllati da dinastie nobiliari guerrafondaie. In conseguenza di ciò, la galassia è divenuta teatro di ostilità interminabili. I mech detti BattleMech, macchine imponenti e avanzate, in genere antropomorfe, condotte da un'élite di piloti chiamati MechWarrior, sono determinanti sui campi di battaglia.
Anno 3063: l'invasione dei Clan è stata definitivamente respinta, tre anni addietro.
L'alleanza fra la Casata Steiner e quella dei Davion si sta sgretolando: Kathrine Steiner-Davion, Arconte della neo Alleanza Lirica (già Commonwealth Lirico), ha assunto il potere del Commonwealth Federativo, mediante un colpo di Stato. Victor Ian Steiner-Davion, legittimo Principe-Arconte del Commonwealth Federativo, leader dei Soli Confederati e della nuova Lega Stellare che ha unito gli stati litigiosi della Inner Sphere contro la minaccia dei Clan, ha radunato le forze della propria Casata contro la sorella Kathrine e ciò ha determinato la Guerra Civile del Commonwealth Federativo (nel 3062).
Chaos March (regione centrale della Inner Sphere): sul pianeta Carver V (governato dalla Casata dei Liao, della Confederazione di Capella), il Commonwealth Federativo ha ottenuto il potere su alcuni territori, assassinando il Mandarino Cho, sovrano Liao del pianeta.

Finora, le fazioni Steiner e Davion su Carver V non hanno ancora combattuto gli uni contro gli altri nella guerra civile in atto. Il colonnello David Renard (appartenente alle forze Steiner) e il maggiore Susan Kelly (dell'esercito Davion) si sono impegnati a mantenere una condizione pacifica. Tuttavia dei fuorilegge iniziano a compiere raid sulle basi Steiner. Il colonnello Renard, propone al collega Kelly, un'insolita soluzione per non rischiare il precario equilibrio tra le due parti: l'impiego di uno schieramento "neutrale", un'unità mercenaria di BattleMech.

### Campagna multipla
Un MechCommander mercenario (ufficiale di campo, in prima battuta assoldato dal colonnello Renard) e la sua unità di MechWarrior provenienti dalla Periphery (piloti di BattleMech), verranno ingaggiati da tutte e tre le Grandi Casate nobiliari presenti su Carver V:
- nella Campagna Steiner, il MechCommander è agli ordini diretti di David Renard, il quale assegna ai mercenari compiti come l'assalto agli accampamenti dei fuorilegge e la bonifica di quegli impianti da questi ultimi attaccati. Nel corso della campagna, sorgono sospetti sulla condotta della Casata Liao, quando un fuorilegge catturato rivela l'esistenza di rapporti fra il suo gruppo e Chung Vong, un ex ufficiale dei Liao. Tali sospetti vengono confermati quando proprio le forze Liao danno rifugio a un convoglio di fuorilegge in fuga sul confine fra i territori Steiner e quelli Liao. In risposta a ciò e nonostante le proteste dell'ambasciatore Steiner, il colonnello ordina al MechCommander di penetrare in territorio Liao (mandando in frantumi il tentativo di pace tra i locali della fazione Liao e le autorità Steiner): è l'inizio di una nuova serie di operazioni condotte proprio contro le truppe dei Liao. La missione conclusiva della campagna, vede il MechCommander sull'isola di Little Bear, per sbaragliare le ultime forze dei fuorilegge, distruggerne il quartier generale ed assassinarne il capeggiatore;
- la Campagna Liao, ha inizio con il MechCommander mercenario al soldo di Mandrissa Anita Cho, vedova del Mandarino Cho, e suo figlio, il capitano Jason Cho. Mandrissa sta agonizzando e il suo ultimo desiderio è che suo figlio Jason, governi su Carver V.
Nella prima missione, il MechCommander ha il compito di liberare un campo di prigionia Steiner (conosciuto come il Gulag), ove sono reclusi numerosi prigionieri politici Liao. Il colonnello Renard impartisce l'ordine alle proprie truppe di annientare il campo e Baxter, il comandante di una forza partigiana di ribellione contro la Casata dei Liao, invia un convoglio per evacuare la prigione. Nelle operazioni successive, al MechCommander vengono assegnati compiti tra cui il fomentare il conflitto fra Steiner e Davion, un'infiltrazione nelle linee nemiche per eliminare le armi orbitali degli Steiner e la neutralizzazione di Generatori di IperImpulso (l'unico mezzo di comunicazione immediata fra i mondi della Inner Sphere), installati su di una delle lune di Carver V, per indurre disorientamento fra Steiner e Davion.
Ma nonostante i successi ottenuti dai mercenari, a causa dell'incompetenza del capitano Jason Cho, le forze Liao sono regolarmente sconfitte ed infine costrette a negoziare una tregua con la Casata degli Steiner. Il colonnello Renard acconsente a cessare le ostilità, in considerazione del fatto che entrambe le casate hanno un nemico comune, i Davion, ma pone a Jason Cho la condizione di sopprimere l'unità mercenaria. Il capitano Cho accetta ed i mercenari sono costretti a fuggire. Successivamente, Jason Cho viene ucciso in uno scontro diretto con i mercenari, dopo una sconfitta di truppe Steiner. Indignata per la morte del figlio, Mandrissa Cho invia una forza Liao di rappresaglia, la quale però soccombe a motivo dell'aiuto prestato da Baxter (che manda uomini e mezzi in soccorso dei mercenari);
- nella Campagna Davion, Baxter e il maggiore Kelly sono alleati. Per rivalsa contro gli Steiner (in riferimento alle vicende della Campagna Liao) e in cambio di tecnologia militare avanzata, sviluppata dai Clan, i mercenari si battono per i Davion e i ribelli locali, difendendo la città di Bannickburg, sbaragliando le difese Steiner e distruggendo le basi dei Liao e il palazzo della loro dinastia (Mandrissa Anita Cho si suicida dopo che la sua guardia scelta viene eliminata).
La battaglia per Carver V volge al termine quando l'unità del MechCommander sconfigge, nell'Operazione Goliath, il colonnello Renard ed annienta l'Alto Comando Steiner sul pianeta e si conclude con l'Arconte Katrina Steiner-Davion in lutto per la morte del suo comandante.
Più tardi, Baxter diviene presidente di Carver V (ora ribattezzato Liberty), mentre la compagnia mercenaria torna nello spazio della Periphery.

## Modalità di gioco
La visuale del gioco è completamente tridimensionale e ruotabile in ogni direzione.
Sono presenti 29 modelli di BattleMech.

### Singleplayer
In MechCommander 2 si hanno a disposizione tre campagne militari differenti (ma sequenziali), una per ogni fazione presente sul pianeta Carver V, per un totale di 24 missioni (nove per la campagna Steiner, otto per quella Liao, sette per l'ultima, quella Davion).
Nel gioco, si è al comando di una piccola unità di BattleMech. Il MechCommander impartisce ordini di attacco, protezione e pattugliamento, ai propri uomini, da una Nave da Sbarco, dove è in grado di osservare il campo di battaglia e i dettagli della propria unità (lo status dei piloti, le condizioni di armamenti e munizionamenti, le blindature, ecc.). Al termine di ogni missione, vengono attribuiti crediti spendibili per aumentare le risorse dell'unità. Inoltre, ogni volta che vengono conquistate delle installazioni, vengono assegnati crediti che possono essere utilizzati per eventuali soccorsi nell'ambito della medesima missione.

### Multiplayer
In MechCommander 2 era possibile sfidarsi sui server di Microsoft; è tuttora possibile affrontarsi in LAN, fino ad un massimo di 8 giocatori e 8 squadre.